# Kotukutuku Waterfall
Der Kotukutuku Waterfall ist ein Wasserfall am nordwestlichen Ufer des Lake Taupō in der Region Waikato auf der Nordinsel Neuseelands. Er liegt an der Mündung des Kotukutuku Stream. Seine Fallhöhe beträgt 25 Meter.
Vom New Zealand State Highway 32 zweigt die Waihaha Road nach Südosten ab. An ihrem Ende befindet sich ein Parkplatz, von dem aus der Waihora Trail in rund vier Stunden Fußmarsch oder in 1,5 Stunden mit dem Mountainbike zum Wasserfall führt.